# لیگوتا دوبروجنگسکا
لیگوتا دوبروجنگسکا (به لاتین: Ligota Dobrodzieńska) یک روستا در لهستان است که در گمینا دوبروجنگ واقع شده‌است.